# Tanah Garo
Tanah Garo is een bestuurslaag in het regentschap Tebo van de provincie Jambi, Indonesië. Tanah Garo telt 1740 inwoners (volkstelling 2010).